# イライト

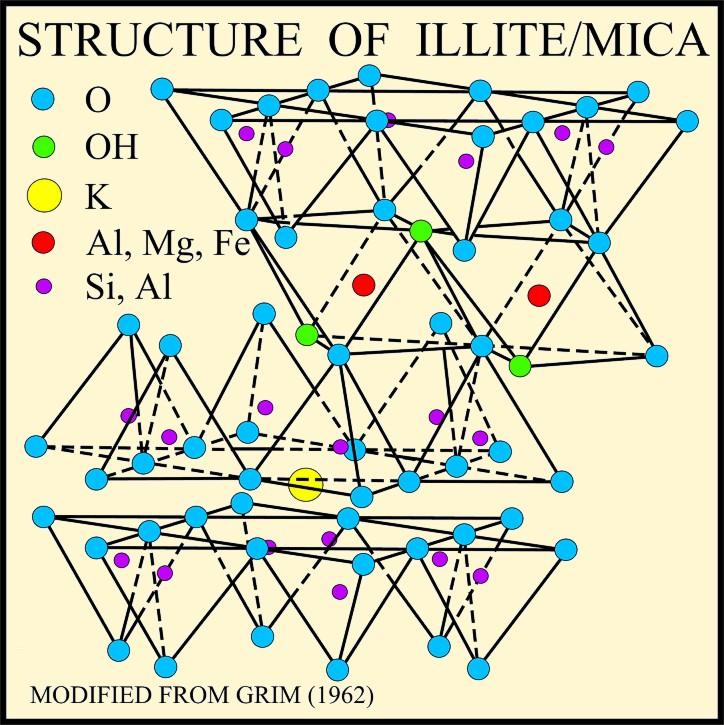
イライトの構造

イライト(Illite)は、粘土サイズの雲母鉱物である。フィロケイ酸塩鉱物または層状のアルミノケイ酸塩鉱物である。2022年現在ではあくまでも通称であり、独立した鉱物とは認められていない。
イライトは四面体-八面体-四面体(TOT)の繰り返しの層構造を持つ。層間空間は、主に水和の少ないカリウムイオンで占められているため、TOT層でできているにもかかわらず膨らまない。構造的には、白雲母にかなり近いが、ケイ素、マグネシウム、鉄、水がかなり多く、四面体アルミニウムと層間カリウムがかなり少ない。化学組成は(K,H3O)(Al,Mg,Fe)2(Si,Al)4O10[(OH)2,(H2O)]で与えられるが、イオンの置換はかなり存在する。小さな単斜晶系の、灰色から白色の結晶の集合体となっている。サイズが小さいため、同定にはX線回折やSEM-EDS分析を用いる必要がある。イライトは、白雲母や長石が風化作用や熱水作用で変質して形成され、絹雲母の成分の一つであると考えられている。堆積物や土壌中でも一般的であり、粘土質の堆積岩や低質の変成岩にも含まれる。堆積物中の鉄が多いイライトのグループである海緑石は、X線分析により区別できる。
イライトの陽イオン交換容量は、スメクタイトより小さいがカオリナイトより大きく、約20 – 30 meq/100 gである。
初めて記載されたのは、1937年、イリノイ州カルフーン郡のマコケタ頁岩から見つかったものである。模式地となったイリノイ州の地名に因んで命名された。
ブラマライトは、ナトリウムの多いアナログである。アヴァライトはクロムを含む変種で、セルビアのアヴァラ山で見られる。

## イライト結晶度
イライト結晶度は、続成作用から低度変成作用の間の岩石の変成度の指標として用いられる。温度が上がれば、イライトは白雲母に変換されると考えられている。